# Focus Features
Focus Features is een Amerikaans productiehuis van onafhankelijke films. Het filmbedrijf is onderdeel van Universal Studios, een divisie van het eveneens Amerikaanse mediaconcern NBC Universal. Focus produceert en distribueert voornamelijk lowbudgetfilms en niet-Amerikaanse films binnen de Verenigde Staten.

## Films
Een selectie van films van Focus Features:
- Honey Don't!
- The Pianist
- In Bruges
- Belfast
- The Man Who Wasn't There
- Far from Heaven
- Swimming Pool
- Lost in Translation
- 21 Grams
- Ned Kelly
- Eternal Sunshine of the Spotless Mind
- Gosford Park
- Shaun of the Dead
- Seed of Chucky
- The Motorcycle Diaries
- The Door in the Floor
- Brokeback Mountain
- The Constant Gardener
- My Summer of Love'
- Eastern Promises
- Milk
- Imagine Me & You
- The American
- Somewhere
- The Kids Are All Right
- A Serious Man
- Burn After Reading